# 95247 Schalansky
95247 Schalansky este un asteroid din centura principală de asteroizi.

## Descriere
95247 Schalansky este un asteroid din centura principală de asteroizi. A fost descoperit pe 12 februarie 2002 la Observatorul Desert Eagle de William Kwong Yu Yeung. Asteroidul prezintă o orbită caracterizată de o semiaxă mare de 3,23 ua, o excentricitate de 0,11 și o înclinație de 16,5° în raport cu ecliptica.